# Centauro de Royos

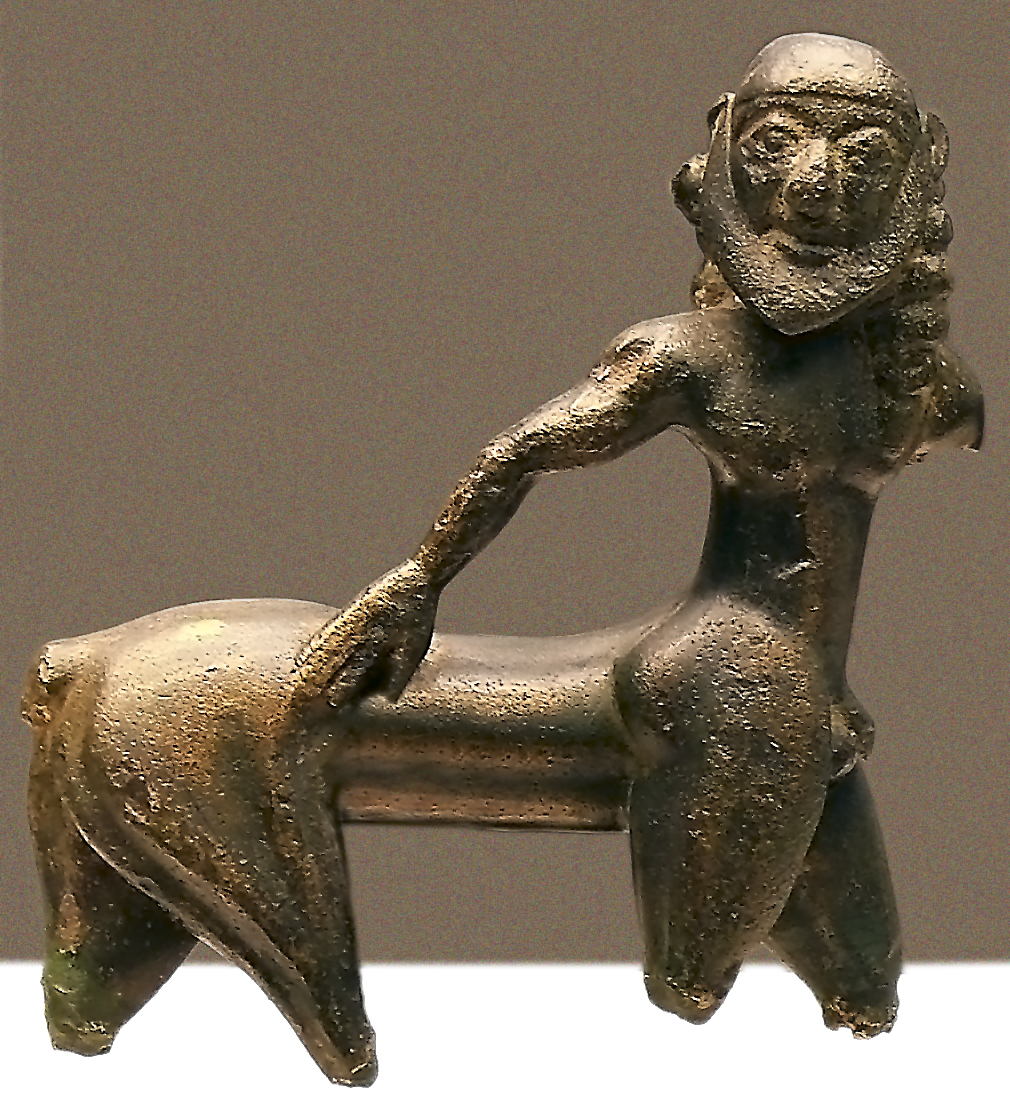
Imagen de Centauro de Royos del Museo Arqueológico Nacional.

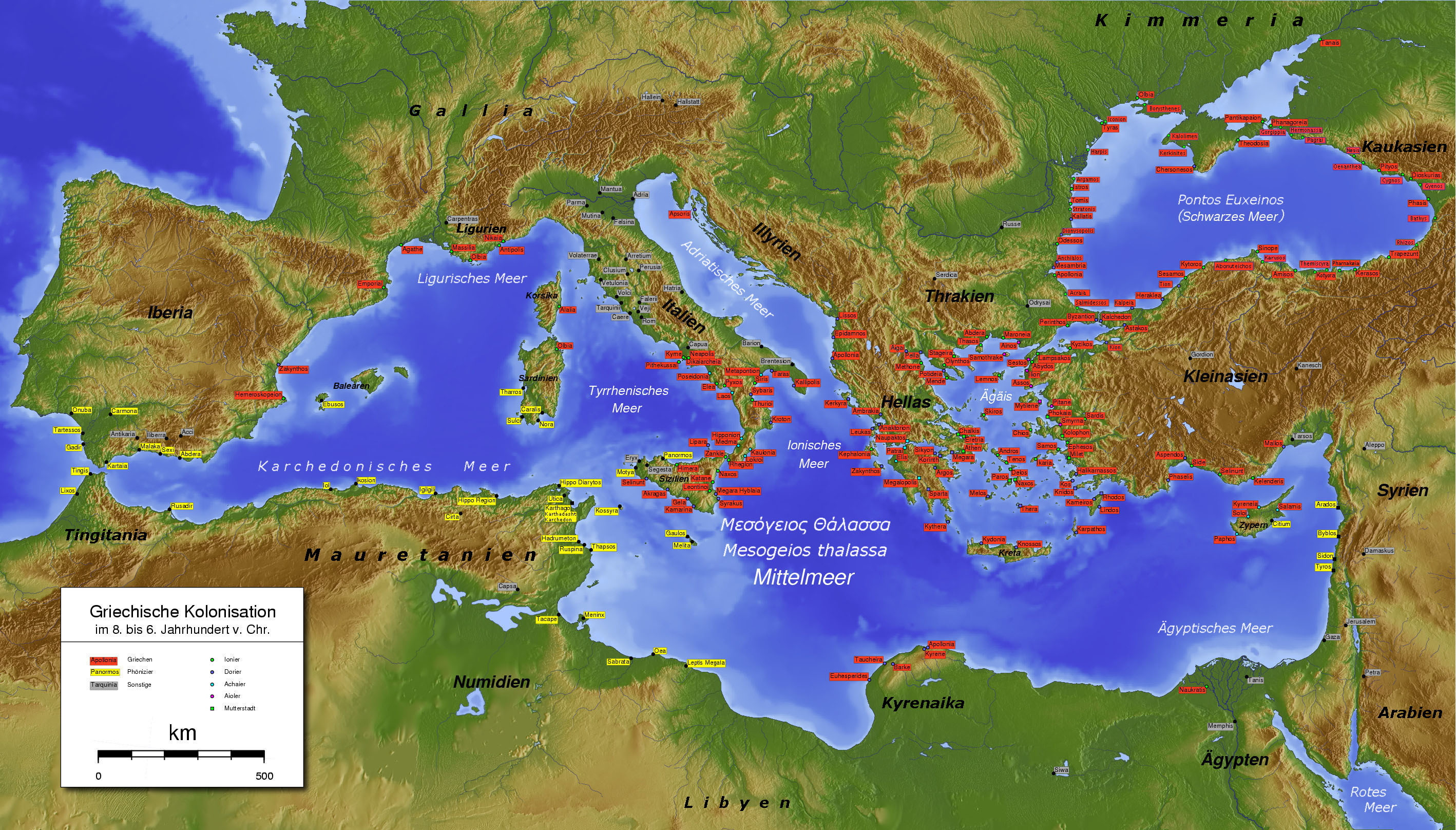
Ciudades y colonias griegas en el año 550 a. C.

El Centauro de los Royos es una pequeña estatuilla de bronce datada del año 550 a. C. y que fue elaborada en los talleres de la región del Peloponeso en la Antigua Grecia. 

## Hallazgo
Aunque su procedencia es griega, la estatuilla fue hallada en Los Royos, una pedanía perteneciente a la localidad de Caravaca de la Cruz, Región de Murcia, (España) por lo que podría haber sido una pieza adquirida por los antiguos habitantes de la península ibérica mediante intercambios comerciales.

## Descripción y simbología
La pieza se trata de un exvoto, y representa la figura de un centauro arcaico con las piernas delanteras de un humano.

## Características
- Estilo: Griego, procedente de los talleres peloponésicos.
- Técnica: Fundición a la cera perdida.
- Material: Bronce.
- Altura: 11,2 cm
- Longitud: 10,8 centímetros.

## Conservación
La pieza se expone de forma permanente en el Museo Arqueológico Nacional de España, en Madrid, con el número de inventario 18563.